# Franciszek Leszczyński (urzędnik)
Franciszek Stefan Leszczyński z Leszny herbu Korczak – urzędnik.

## Życiorys
Franciszek Stefan Leszczyński był synem Franciszka Leszczyńskiego (1841–1904, oficer, powstaniec styczniowy, kupiec) i Leopoldyny z domu Walter (1852-1929) oraz bratem Jadwigi (1878-1952, zamężna z Zygfrydem Gölisem). Był spokrewniony z rodziną Emila Leszczyńskiego.
W okresie zaboru austriackiego w ramach autonomii galicyjskiej. Początkowo był zatrudniony w C. K. Namiestnictwie we Lwowie, skąd był przydzielony do urzędu starostwa c. k. powiatu liskiego jako praktykant konceptowy od około 1901, następnie jako koncepista namiestnictwa do około 1905. Od około 1905 do około 1908 był komisarzem powiatowym w urzędzie starostwa c. k. powiatu dolińskiego, a od około 1908 do około 1912 komisarzem powiatowym w urzędzie starostwa c. k. powiatu gródeckiego.
W maju 1912 został mianowany sekretarzem namiestnictwa. Około 1912/1913 był sekretarzem namiestnictwa w urzędzie starostwa c. k. powiatu sokalskiego, a od około 1913 w tym charakterze był przydzielony do C. K. Namiestnictwa we Lwowie, gdzie pozostawał w ewidencji do 1918. Podczas I wojny światowej pełnił funkcję kierownika starostwa c. k. powiatu rzeszowskiego. Od 1915 był czynnym członkiem Towarzystwa Myśliwych w Rzeszowie. Na początku lutego 1916 był przewodniczącym Komitetu Pomocy, działającego na rzecz zbiorki upominków celem przekazania ich żołnierzom pochodzącym z Rzeszowa i okolic. W sierpniu 1916 kolejnym kierownikiem starostwa rzeszowskiego był Antoni Koncowicz, według informacji z połowie 1917 Franciszek Leszczyński pracował wtedy w Chełmie.
Jego żoną została Eleonora z domu Walter. Ich dziećmi byli Michał (1906–1972, malarz), Ludmiła (1907-1983, żona Władysława Schwarzenberg-Czernego), Helena (1909-1988, po mężu Niemczynowicz, zamieszkująca w Gdańsku-Oliwie). Zmarł około 1923. Potem jego żona z dziećmi zamieszkała w Sanoku, wpierw poniżej Zamku Królewskiego, następnie przy ulicy Płowieckiej (obecnie dzielnica Zatorze).

## Odznaczenia
- Krzyż Kawalerski Orderu Franciszka Józefa na wstędze Krzyża Zasługi Wojskowej (1916)[22][13]
- Krzyż Jubileuszowy dla Cywilnych Funkcjonariuszów Państwowych (przed 1912)[8]
- Odznaka Honorowa Czerwonego Krzyża II klasy z dekoracją wojenną (1917)[16]